# Villasrubias
Villasrubias és un municipi de la província de Salamanca a la comunitat autònoma de Castella i Lleó. Limita al Nord i Oest amb Robleda, al Sudeste amb Descargamaría i Santibáñez el Alto i a l'Oest amb Peñaparda.

## Demografia
| 1991 | 1996 | 2001 | 2004 |
| ---- | ---- | ---- | ---- |
| 447  | 402  | 360  | 297  |